# Moustapha Name
Moustapha Name (Dakar, 5 de mayo de 1995) es un futbolista senegalés que juega en la demarcación de centrocampista en el Pafos F. C. de la Primera División de Chipre.

## Selección nacional
El 11 de noviembre de 2020 debutó con la selección de fútbol de Senegal en un partido de clasificación para la Copa Africana de Naciones de 2021 contra Guinea-Bisáu que finalizó con un resultado de 2-0 a favor del combinado senegalés tras el gol de Sadio Mané y Opa Nguette. Posteriormente ganó el título de la Copa Africana de Naciones 2021.

### Participaciones en la Copa Africana de Naciones
| Copa Africana de Naciones      | Sede    | Resultado | Partidos | Goles |
| ------------------------------ | ------- | --------- | -------- | ----- |
| Copa Africana de Naciones 2021 | Camerún | Campeón   | 0        | 0     |

## Clubes
| Club              | País    | Año       | Partidos | Goles |
| ----------------- | ------- | --------- | -------- | ----- |
| AS Douanes        | Senegal | 2016-2018 |          |       |
| Pau F. C.         | Francia | 2018-2020 | 65       | 10    |
| París F. C.       | Francia | 2020-2022 | 72       | 15    |
| Pafos F. C.       | Chipre  | 2022-2025 | 93       | 8     |
| CFR Cluj (cedido) | Rumania | 2025      | 3        | 0     |
| Pafos F. C.       | Chipre  | 2025-     |          |       |

## Palmarés

### Títulos nacionales
| Título          | Club        | País    | Año  |
| --------------- | ----------- | ------- | ---- |
| Copa de Chipre  | Pafos F. C. | Chipre  | 2024 |
| Copa de Rumania | CFR Cluj    | Rumania | 2025 |

### Títulos internacionales
| Título                    | Club (*)             | Sede    | Año  |
| ------------------------- | -------------------- | ------- | ---- |
| Copa Africana de Naciones | Selección de Senegal | Camerún | 2021 |

(*) Incluyendo la selección.